# Peet Aren
Peet Aren (29 juin 1889, village d'Odiste, paroisse de Võisiku, Viljandimaa - 26 janvier 1970, New York) est un peintre, graveur et scénographe estonien.
Il a notamment conçu la Croix de la Liberté.

## Biographie
Peet Aren est né dans la paroisse de Võisiku, département de Viljandi, dans la ferme d'Odiste Aarna. Après avoir été diplômé de l'école ministérielle locale, Aren étudie au séminaire des enseignants de Tartu jusqu'en 1905, où il enseigne également pendant une courte période. Les parents de Peet Aren déménagent à Narva, où le jeune artiste rencontre August Jansen, alors étudiant à l'Académie des arts de Saint-Pétersbourg, ainsi qu'Aleksander Promet et Rudolf Sajor, qui lui recommandent d'étudier l'art. De 1908 à 1913, il reçoit une formation artistique à l'Académie des arts de Saint-Pétersbourg sous la tutelle de Nikolaï Roerich, Ivan Bilibin et Arkady Rõlov. Dès 1909, il participe à la deuxième exposition d'art estonien à Tartu.
Après avoir obtenu son diplôme de l'académie avec une médaille d'or, Aren travaille comme dessinateur dans le bureau d'architecture de Karl Burmani à Tallinn de 1909 à 1912, tout en travaillant également comme illustrateur de livres. En 1914, il part pour un long voyage à l'étranger avec Paul Burman, le frère de Karl Burman, et leur sœur. Il s'arrête d'abord sur la côte de la mer Noire, en Crimée, d'où il poursuit son voyage quelques mois plus tard via Odessa et Kiev jusqu'à Vienne, et de là, après une courte escale, jusqu'à Munich, où il suit des cours d'été à l'Académie. Pendant leur séjour en Allemagne, la Première Guerre mondiale éclate et, comme les jeunes hommes sont pré-mobilisés, ils sont internés dans un camp de prisonniers de guerre à Traunstein, dont Paul Burman est libéré en décembre 1914 en raison de sa mauvaise santé mentale. Aren est libéré en mars 1915 après avoir simulé une maladie pulmonaire et rentre chez lui en passant par la Suède.
De retour chez lui, Aren vit à Narva de 1916 à 1918. De 1916 à 1916, Aren retourne en Estonie, où il reste en 1916 et rejoint le groupe d'écrivains Siuru. Pendant l'occupation allemande en 1918, il est membre de la garde intérieure secrète de Johan Pitka. Au début de la guerre d'indépendance, il devient fonctionnaire au ministère de la Guerre, chargé de se rendre sur le front pour dessiner et photographier. En 1920, il est invité à l'École nationale des arts et métiers, où il travaille pendant cinq ans comme professeur dans le département de dessin, aquarelle et décoration. Pendant une période plus courte, il travaille à l'école de théâtre Drama Studio et créé des décors pour de nombreuses productions au théâtre Estonia et au Morning Theatre. Il publie un livre de gravures intitulé "Linool Cuts". Il crée également un certain nombre d'illustrations de livres, de dessins animés et d'affiches. De 1926 à 1930, il est professeur de peinture et de graphisme à Pallas, à Tartu.
Dans les dernières décennies de l'indépendance, les activités de l'artiste couvrent également un large éventail d'arts appliqués et de décoration intérieure. Il réalise un certain nombre de travaux pour des cinémas, des cafés et des bâtiments publics à Tallinn, Tartu et Pärnu, et contribue à la finition des projets des architectes Arnold Matteus, Edgar Kuusik et Anton Soansi. Au nom du ministère des affaires économiques, il est l'organisateur artistique des expositions estoniennes à l'Idamess de Königsberg en 1937 et 1938 et à l'Exposition internationale de l'artisanat de Berlin, où il reçoit une médaille de bronze pour la conception de la section estonienne.
Entre 1940 et 1941, l'artiste vit à Pääsküla, retiré de la vie publique, travaillant comme concepteur d'accessoires dans l'industrie des appareils électriques Tilk et Ko et comme dessinateur d'étiquettes dans la fabrique de tabac Ahto.
En 1944, il fuit vers l'Allemagne avec sa femme Karin Aren, où il s'installe provisoirement à Wartenberg dans les Sudètes, puis dans un camp de réfugiés à Geislingen. Pendant son séjour dans les camps de réfugiés, il participe à l'organisation d'une exposition d'art balte et est professeur à l'école estonienne de l'UNRRA (United Nations Relief and Rehabilitation Administration ou Administration des Nations unies pour le secours et la reconstruction). En 1949, il émigre à New York, aux États-Unis.
Il est membre fondateur de la Société estonienne des artistes illustrateurs, membre de la Pallas Art Society et de la Society of Applied Artists. Membre honoraire de Fraternitas Artis. Korp ! Anciens élèves d'Ugala.

## Vie personnelle
Il est marié à Ellinor Aren et à Karin Aren-Nordman, une artiste appliquée.

## Création
Il cultive la peinture sur panneau et monumentale-décorative, l'art libre, le graphisme de livres et de publicités, la scénographie et la décoration d'intérieur.
Ses premières peintures reflètent le romantisme national et le style de la "Mir Iskusstva". De retour dans sa patrie en 1915, il expose trois tableaux sur le thème de la Crimée à l'exposition d'art de 1916, dont " Tatar Town ", qui est salué par la critique. En 1917, il achève " Church Wind ", " Rye Hooks " et " Night in Tallinn ". Ils ont été rejoints par 14 panneaux représentant des personnages de la commedia dell'arte pour le cinéma Passaaž de Tallinn. Ses œuvres ont également décoré les cafés Modern, Kultas et Asko.
L'apogée du travail d'Aren se situe dans les années 1920, lorsque ses œuvres expressionnistes allemandes influentes apparaissent dans tout l'art estonien. Le contact d'Aren avec l'expressionnisme a commencé pendant la guerre en Allemagne. Dans ses portraits, et en particulier dans ses vues de la vieille ville de Tallinn ("Aida Street", 1921), son traitement des formes est d'une angularité agitée, ses couleurs sont intenses et pleines de tension. Au milieu des années 1920, il se tourne vers des sujets religieux, ce qui est relativement rare dans l'art estonien de l'époque. À la même époque, le pathos expressionniste commence à reculer dans ses œuvres, laissant place à des tendances néo-réalistes ou à l'art déco.
En 1919, le premier jeu de cartes à jouer estoniennes est imprimé en 10 ou 20 exemplaires selon son dessin, à la demande de l'État. Il a également conçu un timbre-poste estonien indépendant représentant un navire viking. Parmi les dessins d'Aren figurent deux tentures murales pour le pavillon d'attente de la gare de la Baltique, détruit pendant la Seconde Guerre mondiale, et la tenture "Rannal" (Sur la plage) pour l'hôtel de la plage de Pärnu.
Tout en vivant en exil, Aren travaille comme dessinateur technique et continue à créer. Il peint de nombreux portraits, des paysages estoniens et alpins, et illustré la littérature estonienne de l'étranger.
Il dessine également des caricatures, qui sont publiées dans les journaux Meie Mats et Kilk.
Les œuvres de Peet Aren se trouvent au Musée d'art d'Estonie, au Musée d'art de Tartu et au Musée estonien du théâtre et de la musique.

## Expositions personnelles
- 1954: New York, USA
- 1973, 1979 et 1989: Musée d'art d'Estonie, Tallinn, Estonie

## Expositions collectives sélectionnées
- 1909 : première apparition à une exposition d'art estonien à Tartu.
- À partir de 1910, expositions de la Société des arts estoniens à Tallinn.
- 1913 Exposition d'art jeune-estonien à Tallinn
- 1914 Exposition d'art jeune-estonien à Tartu
- 1918 Expositions de la Société d'art Pallas, Tartu
- 1921 Exposition Arsi à Tallinn
- 1922 Expositions de l'Association centrale des artistes illustrateurs estoniens
- 1928 Expositions du Gouvernement de la Fondation pour les Beaux-Arts

## Reconnaissance
- 1938 - médaille de bronze à l'exposition internationale des métiers d'art de Berlin.
- Rue Peet Aren dans le quartier Ihaste de Tartu

## Référence
1. ↑  (et) « Sõdur : Eesti sõjandusajakiri aprill 2018 », sur digar.ee (consulté le 23 novembre 2023).
2. 1 2 3 4 5 6 7 8 9  Alfred Vaga, Peet Aren 75-Annuel – Vaba Eesti Sõna, 18.06.1964
3. 1 2 3 4  Peet Aren 70-a – Eesti Hääl à Londres, 1959
4. ↑  2 x Aren – Eesti Post, 23.12.1946
5. ↑  Alfred Vaga, Artistes visuels estoniens en Allemagne, 24.01.1945
6. ↑  L'artiste Peet Aren divorce. Sõnumed, n° 211, 31 octobre 1931.
7. ↑  Lexique biographique de l'art et de l'architecture estoniens. Tallinn, 1996, lk 31
8. ↑  Mai Levin Matériel de manuscrits, archives de l'Eesti Kunstimuuseum
9. ↑  La première "Bible du diable" d'Estonie. The National Newspaper, 10 février 1936, nr. 18, lk 4.
10. ↑  "Meie Mats" avril 1917
11. ↑  Newsletter 15 juillet 1934 - Le berceau de la caricature estonienne (lk 7)